# Ванглер, Рудольф
Рудольф Ванглер (нем. Rudolf Wangler; род. 11 марта 1937, Люцерн) — швейцарский гитарист.
Живёт и работает, главным образом, в Базеле (исключая работу в Сантьяго в 1963—1966 гг.). Сотрудничал с камерным оркестром Collegium Musicum Пауля Захера, исполнял гитарные соло в постановках Базельской оперы (в частности, в опере Мануэля де Фальи «Жизнь коротка»), подготовил ряд оригинальных программ — в том числе программу «Джеймс Джойс / Джон Кейдж», исполнявшуюся неоднократно во время фестиваля «Junifestwochen» в Цюрихе (1991). На протяжении 25 лет выступал дуэтом со скрипачом Гансхайнцем Шнеебергером, записал вместе с ним два альбома (один из которых целиком посвящён сочинениям Николо Паганини), гастролировал по всему миру, в том числе в СССР (1986). Вёл пользовавшийся в Швейцарии известностью телевизионный мастер-класс игры на гитаре «Шесть струн — десять пальцев» (нем. Sechs Saiten — zehn Finger), на основе которого в дальнейшем опубликовал одноимённый учебник.
Достоянием прессы стала история знакомства Ванглера с Сальвадором Дали, в 1971 году пригласившим его провести лето на своей вилле в Кадакесе и в благодарность за серию домашних концертов оставившим рисунок на концертной гитаре Ванглера.